# .nc
.nc (Nova Caledónia) é o código TLD (ccTLD) na Internet para a Nova Caledónia.